# Phare de Sant Carles de la Ràpita
Le phare de Sant Carles de la Ràpita est un phare situé en bord de mer au sud de Sant Carles de la Ràpita , dans la province de Tarragone (Catalogne) en Espagne.
Il est géré par l'autorité portuaire de Tarragone .

## Histoire
Ce phare a été mis en service en 1864. C'est une tour cylindrique de m de haut, avec galerie et lanterne, attenante à une maison de gardiens d'un seul étage. À l'origine le feu était alimenté à l'huile d'olive, puis à la paraffine et au pétrole. En 1918, le système optique est changé et alimenté au carbure de calcium puis au gaz d'acétylène. Il a été électrifié en 1929 et, depuis 1975, sa caractéristique est celle d'un feu à occultations (4 éclats toutes les 10 secondes).
Il guide les bateaux pour l'entrée de Port dels Alfacs, la baie abritée par la péninsule de Punta de la Banya.
Identifiant : ARLHS : SPA264 ; ES-27880 - Amirauté : E0373 - NGA : 5576.

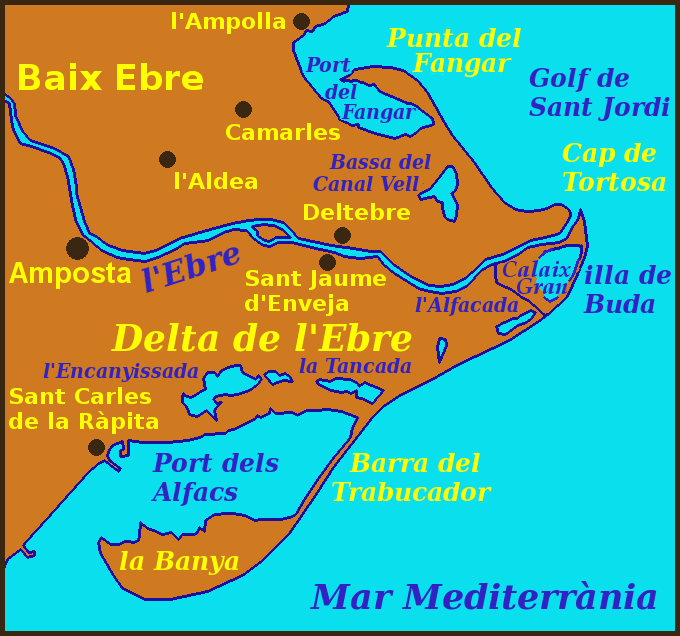
Localisation

### Lien connexe
- Liste des phares d'Espagne